# Ивано-Строителево
Ивано-Строителево — упразднённая в 2007 году деревня в Староюрьевском районе Тамбовской области России. На момент упразднения входила в состав Вишневского сельсовета.

## География
Урочище находится в северо-западной части Тамбовской области, в лесостепной зоне, в пределах Окско-Донской низменной равнины, на правом берегу реки Вишнёвки, вблизи места впадения в неё реки Хоботец, на расстоянии примерно 9 километров (по прямой) к юго-западу от Староюрьева, административного центра района. Абсолютная высота — 133 метра над уровнем моря.

### Климат
Климат умеренно континентальный, с холодной продолжительной зимой и тёплым летом. Среднегодовая температура воздуха — 4 — 6 °С. Средняя температура воздуха самого холодного месяца (января) — −11,5 — −10,5 °C (абсолютный минимум — −39 °C); самого тёплого месяца (июля) — 19,5 — 20,5 °C (абсолютный максимум — 40 °С). Средняя продолжительность периода с температурой выше 10 °C колеблется от 141 до 154 дней. Среднегодовое количество атмосферных осадков варьирует в пределах от 400 до 650 мм. Продолжительность залегания снежного покрова составляет в среднем 135 дней.

## История
Исключена из учётных данных в декабре 2007 года, как фактически прекратившая своё существование.

## Население
| 2002 |
| ---- |
| 0    |